# Gare de Marseille-Canet
La gare de Marseille-Canet est une gare ferroviaire française située dans le quartier du Canet, à Marseille.
Mise en service en 1934 et fermée en 2024, elle était ouverte uniquement au trafic fret. L'établissement public d’aménagement Euroméditerranée prévoit de réaliser sur son emprise un parc urbain.

## Situation ferroviaire

Schéma du nœud ferroviaire marseillais.

La gare de Marseille-Canet se situe au point kilométrique (PK) 2,366 de la ligne de Marseille-Arenc à Marseille-Canet, sur laquelle se débranche le raccordement de L'Estaque-Joliette à Marseille-Canet. Ces deux infrastructures (empruntant chacune un tunnel) permettent de relier la gare, établie en cul-de-sac, à la ligne de L'Estaque à Marseille-Saint-Charles et donc au reste du réseau ferré national.

## Histoire

### Années 1930-1940
La gare de Marseille-Canet est livrée à l'exploitation le 1er avril 1934. Sa construction répond au double besoin d'allonger les voies surchargées de la gare aux marchandises d’Arenc et de desservir les usines des quartiers industriels voisins dont beaucoup ne sont pas reliées aux voies ferrées, le transport des marchandises étant assuré par un camionnage lent et onéreux,.
La place manque pour une extension entre les bassins du port de Marseille et le Cap Pinède. Aussi, dès avant la Première Guerre mondiale, la Compagnie PLM prévoyant la croissance du trafic a acquis dans le quartier du Canet un terrain de 28 ha, pour y créer une cour de marchandises et des embranchements particuliers pour les entreprises du secteur.
Durant la guerre le terrain est concédé par la compagnie PLM au Ministère de la Guerre qui y aménage un camp militaire dont les baraquements sont ensuite, de 1922 à 1927, occupés par des réfugiés arméniens rescapés du génocide. Le terrain est alors connu sous le nom de camp Oddo.

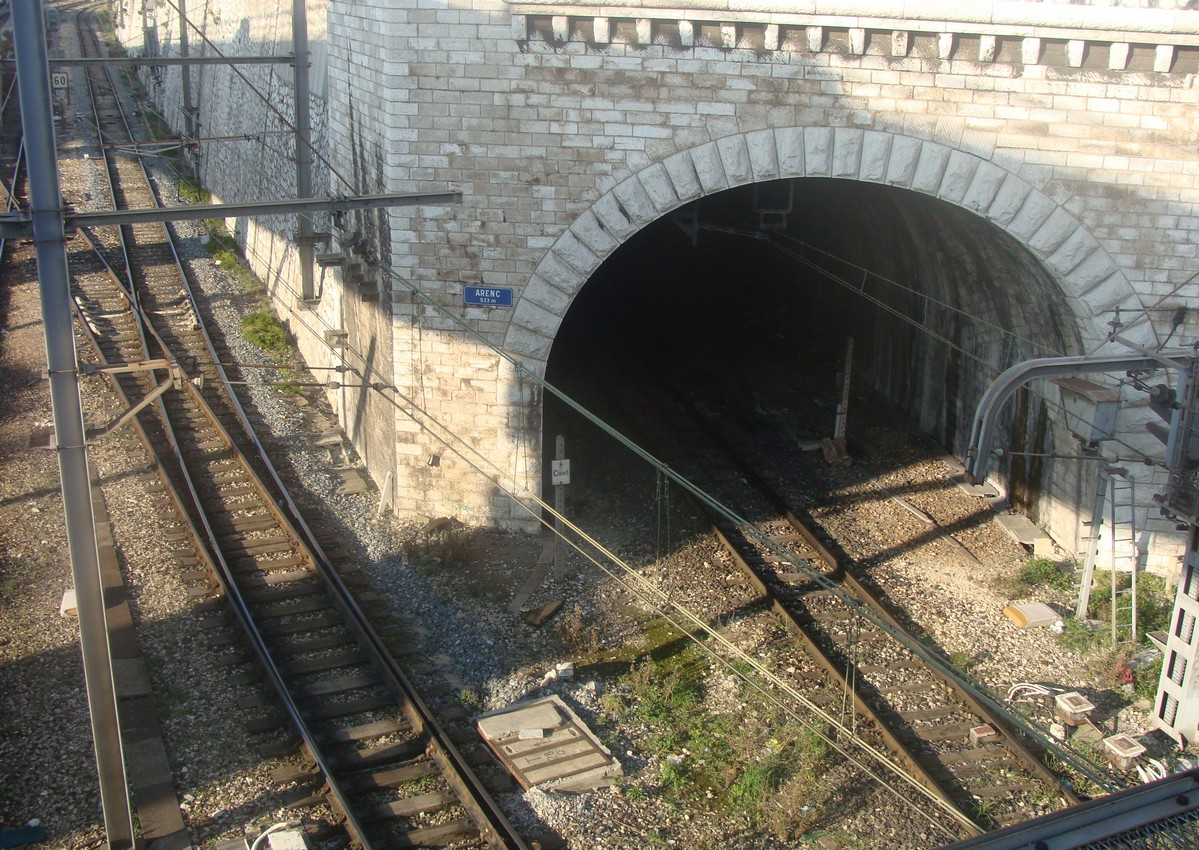
Entrée sud du tunnel d'Arenc, au départ de la ligne de Marseille-Arenc à Marseille-Canet.

Le chantier d'aménagement de la gare ne commence qu'en 1930. Le raccordement des gares d'Arenc et du Canet est assuré par une voie ferrée en demi-ellipse d'environ 1 400 m, qui a nécessité le percement du tunnel d'Arenc (531 m) et le creusement d'une tranchée dans le quartier de La Cabucelle. Pour le franchissement de cette tranchée, la route nationale 8 (rue de Lyon) est déviée provisoirement, avec ses deux voies de tramway et l’ensemble des réseaux.
Les voies et faisceaux livrés en 1934 sont complétés de 1938 à 1941, des cours de débord sont aménagées. Enfin, le 11 février 1941 le raccordement de la gare à la ligne de l'Estaque à Marseille-Joliette est mis en service, après le percement du tunnel du Canet (528 m). Ce raccordement prévu dès l'avant-projet permet d'éviter les mouvements de rebroussement vers la gare d'Arenc. La gare du Canet prend ainsi son autonomie par rapport à celle-ci.
Le projet de raccordement avec la ligne de Marseille-Saint-Charles à Vintimille abandonné, la gare aux marchandises du Canet, dont la desserte routière s’effectue par le boulevard Extérieur (actuel boulevard Ferdinand de Lesseps) demeure en cul-de-sac.
Simultanément à l'aménagement de la gare la Compagnie PLM réalise, pour le compte de la Ville de Marseille, la prolongation du boulevard Oddo (devenu ensuite partie du boulevard du Capitaine-Gèze), dont la construction de deux ponts franchissant le ruisseau des Aygalades et les voies ferrées à l'entrée de la gare. Ce large boulevard valorise l'accès à de vastes terrains industriels jusqu'alors mal desservis.

### Avenir du site

#### Le parc urbain des Aygalades
En décembre 2021 la SNCF et l'établissement public d’aménagement Euroméditerranée (EPAEM) ont signé un protocole d’accord actant la cession du site à l'aménageur, la vente devant être finalisée à la fin de l’année 2023. Le site va perdre ses fonctions ferroviaires pour laisser place à un parc urbain, le Parc des Aygalades, maillon d’une coulée verte allant du Parc Bougainville au Parc François Billoux, le long du ruisseau des Aygalades remis à l’air libre et réhabilité. Le parc doit aussi faire office d'ouvrage de protection du quartier d’Arenc en aval contre les crues du ruisseau. En bordure du parc, l’EPAEM prévoit aussi la construction de 2 000 à 3 000 logements dans le quartier du Canet.
Le chantier doit débuter en 2025 par le démantèlement des voies ferrées et des bâtiments et la dépollution du sol, l'aménagement du parc devant être lancé en 2027. La livraison est prévue pour 2030 ou 2031. Du 3 octobre au 15 décembre 2023, Euroméditerranée lance une concertation publique auprès des riverains du futur parc, habitants et associations, au moyen de réunions publiques et d'une plateforme d’information.
Au nord du site, à proximité de la station de métro Gèze, la Ville de Marseille étudie la possibilité d'implanter une aréna de 15 000 places.

#### Transfert des activités de la gare
La fermeture de la gare de Marseille-Canet est annoncée pour 2023, puis pour 2024,,. Ses activités doivent être relocalisées sur deux sites :
- le Terminal Ouest Provence sur la plateforme logistique Clésud située sur les communes de Grans et Miramas. Le transfert d’une partie de l’activité de la gare y est annoncée pour mai 2024[20] ;
- le terminal de transport combiné de Mourepiane dans bassins est du Port de Marseille-Fos. Porté par le Port de Marseille et SNCF Réseau, le projet d'aménagement du réseau ferroviaire des bassins est fait l’objet en novembre et décembre 2022 d’une concertation publique qui doit se prolonger par des réunions avec les riverains jusqu’à l’enquête publique[19],[21]. Il prévoit l’amélioration du réseau ferroviaire du port, dont l’ajout d'une voie supplémentaire à Saint-André et l’adaptation de la capacité du faisceau ferroviaire du terminal maritime Med Europe[22],[23], ainsi que la remise en état du raccordement de Mourepiane qui connecte le port à la ligne Marseille-Paris via le tunnel ferroviaire de Soulat[24]. La mise en service de ce raccordement est prévue pour 2026 ou 2027 en remplacement du faisceau d’Arenc considéré comme peu performants et très contraint par les responsables du port[18].

#### Projet en négociation depuis 2011
La cession des terrains de la gare de Marseille-Canet intervient après des années de négociations entre la SNCF, le Port et l’EPAEM, et plusieurs reports des dates des opérations. Les études concernant le projet de déménagement de la Gare de Marseille-Canet vers le futur terminal de transport combiné de Mourepiane font l'objet d'un premier protocole le 22 octobre 2014. La libération du terrain est alors programmée pour le second semestre 2017,. Cependant les opérateurs installés à Marseille-Canet disposent de conventions d'occupation temporaire courant jusqu'à 2019, voire 2024 et ne semblent pas disposés à déménager. De plus, l'enquête publique concernant le projet de terminal de Mourepiane qui se déroule du 5 octobre au 6 novembre 2015 se solde par un avis négatif du commissaire enquêteur. Le dossier est jugé insuffisant par celui-ci compte-tenu de l’importance des financements engagés, des impacts environnementaux et des nuisances évoquées par les riverains et les élus des quartiers nord, ainsi que de la non prise en compte du devenir des entreprises installées dans la gare. Fin 2018, contrairement à ce qui est prévu depuis 2011, l’EPAEM n'est toujours pas parvenu à un accord avec la SNCF. La date de réalisation du Parc des Aygalades, épine dorsale future ZAC du Canet reste incertaine bien que sur la feuille de route du financement d'Euroméditerranée jusqu’en 2030, elle soit envisagée à partir de 2023.
La gare est définitivement fermée depuis le 20 mai 2024.

## Service du fret

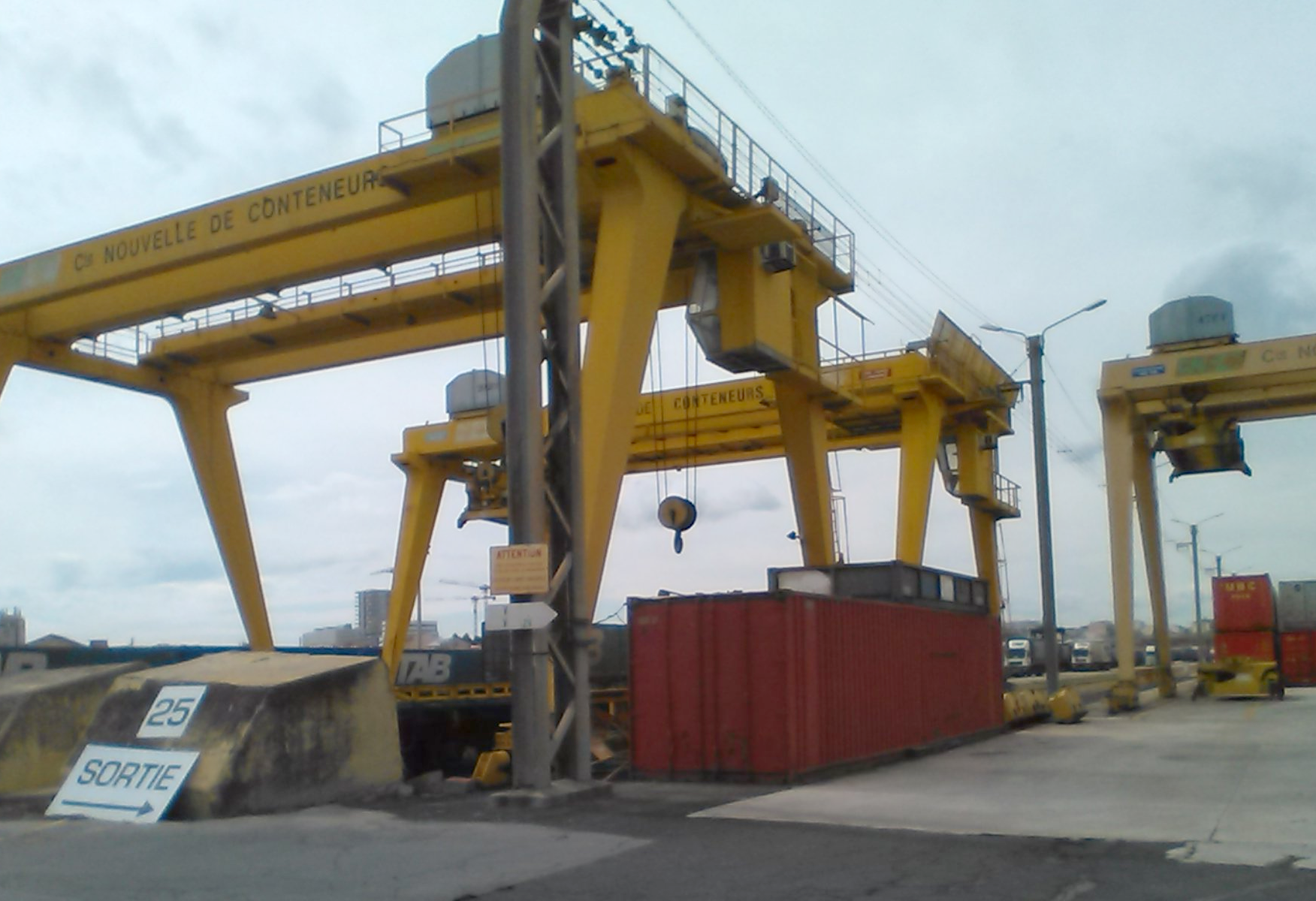
Portiques porte-conteneurs, de l'entreprise Naviland Cargo, en gare.

Cette gare comportait un important terminal de transport combiné géré par Naviland Cargo et également utilisé par T3M. La société de manutention, stockage et entreposage Transagrue y était aussi implantée.
Le document de référence du réseau ferré national (DRR) 2019 indique que le terminal de Marseille-Canet 1 — situé 29 boulevard Ferdinand-de-Lesseps — dispose de 2 235 mètres de voies ferrées manutentionnables (8 voies) desservies par des portiques et des grues. Le terminal de Marseille-Canet 2 — situé 35bis boulevard Danielle Casanova — dispose de 1 320 mètres de voies ferrées manutentionnables (6 voies).
En 2014, les deux portiques jadis utilisés par Novatrans ont été démontés.